# Suecia en la Copa Mundial de Fútbol de 1950

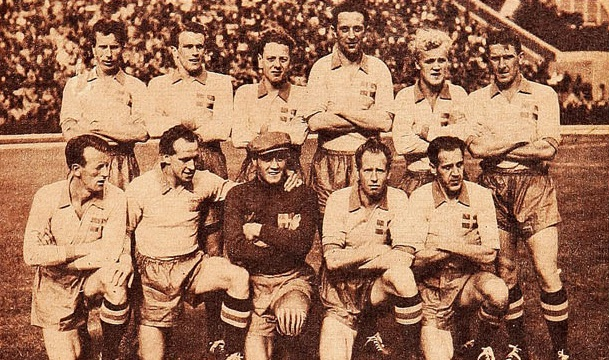
Plantel del combinado Sueco en esta edición de la Copa Mundial.

Suecia fue una de las 13 selecciones participantes en la Copa Mundial de Fútbol de Brasil 1950, la cual fue su tercer participación consecutiva en un mundial.

## Clasificación
| Pos. | Equipo        | Pts. | PJ | G | E | P | GF | GC | Dif. | Clasificación |
| ---- | ------------- | ---- | -- | - | - | - | -- | -- | ---- | ------------- |
| 1    | Suecia        | 6    | 2  | 2 | 0 | 0 | 6  | 2  | +4   | Clasificado   |
| 2    | Irlanda (FAI) | 4    | 4  | 1 | 1 | 2 | 6  | 7  | −1   |               |
| 3    | Finlandia     | 1    | 2  | 0 | 1 | 1 | 1  | 4  | −3   |               |

 Fuente: 
| 2-6-1949 | Suecia                                           | 3–1     | Irlanda (FAI) | Råsunda Stadion, Estocolmo, Suecia                      |                                                         |
|          | Anderson 17' (pen.) · Jeppson 37' · Liedholm 69' | Reporte | Walsh 9'      | Asistencia: 38,000 espectadores Árbitro(s): Louis Baert | Asistencia: 38,000 espectadores Árbitro(s): Louis Baert |

| 13-11-1949 | Irlanda (FAI)     | 1–3     | Suecia            | Dalymount Park, Dublin, Ireland                          |                                                          |
|            | Martin 61' (pen.) | Reporte | Palmér 4' 40' 68' | Asistencia: 41,031 espectadores Árbitro(s): William Ling | Asistencia: 41,031 espectadores Árbitro(s): William Ling |

## Jugadores
Estos fueron los 22 jugadores convocados para el torneo.

## Resultados
Suecia terminó en tercer lugar.

### Fase de grupos
| País     | J                  | G                  | E                  | P                  | GF                 | GC                 | GD                 | PTS                |
| -------- | ------------------ | ------------------ | ------------------ | ------------------ | ------------------ | ------------------ | ------------------ | ------------------ |
| Suecia   | 2                  | 1                  | 1                  | 0                  | 5                  | 4                  | +1                 | 3                  |
| Italia   | 2                  | 1                  | 0                  | 1                  | 4                  | 3                  | +1                 | 2                  |
| Paraguay | 2                  | 0                  | 1                  | 1                  | 2                  | 4                  | −2                 | 1                  |
| India    | Abandonó el torneo | Abandonó el torneo | Abandonó el torneo | Abandonó el torneo | Abandonó el torneo | Abandonó el torneo | Abandonó el torneo | Abandonó el torneo |

| 25 de junio de 1950 | Suecia                          | 3-2     | Italia                          | Estádio do Pacaembu, São Paulo                        |                                                       |
|                     | Jeppson 25' 69' · Andersson 34' | Reporte | Carapellese 7' · Muccinelli 78' | Asistencia: 36 502 espectadores Árbitro(s): Jean Lutz | Asistencia: 36 502 espectadores Árbitro(s): Jean Lutz |

| 29 de junio de 1950 | Suecia                     | 2-2     | Paraguay                     | Estádio Durival Britto, Curitiba                          |                                                           |
|                     | Sundqvist 17' · Palmér 26' | Reporte | López Fretes 35' · López 74' | Asistencia: 7903 espectadores Árbitro(s): George Mitchell | Asistencia: 7903 espectadores Árbitro(s): George Mitchell |

### Fase final
| País    | J | G | E | P | GF | GC | PTS |
| ------- | - | - | - | - | -- | -- | --- |
| Uruguay | 3 | 2 | 1 | 0 | 7  | 5  | 5   |
| Brasil  | 3 | 2 | 0 | 1 | 14 | 4  | 4   |
| Suecia  | 3 | 1 | 0 | 2 | 6  | 11 | 2   |
| España  | 3 | 0 | 1 | 2 | 4  | 11 | 1   |

| 9 de julio de 1950 | Brasil                                              | 7-1     | Suecia               | Estádio do Maracanã, Río de Janeiro                       |                                                           |
|                    | Ademir 17' 36' 52' 58' · Chico 39' 88' · Maneca 85' | Reporte | Andersson 67' (pen.) | Asistencia: 138 886 espectadores Árbitro(s): Arthur Ellis | Asistencia: 138 886 espectadores Árbitro(s): Arthur Ellis |

| 13 de julio de 1950 | Uruguay                      | 3-2     | Suecia                    | Estádio do Pacaembu, São Paulo                             |                                                            |
|                     | Ghiggia 39' · Míguez 77' 85' | Reporte | Palmér 5' · Sundqvist 40' | Asistencia: 7987 espectadores Árbitro(s): Giovanni Galeati | Asistencia: 7987 espectadores Árbitro(s): Giovanni Galeati |

| 16 de julio de 1950 | Suecia                                    | 3-1     | España    | Estádio do Pacaembu, São Paulo                                 |                                                                |
|                     | Sundqvist 15' · Mellberg 33' · Palmér 80' | Reporte | Zarra 82' | Asistencia: 11 227 espectadores Árbitro(s): Karel van der Meer | Asistencia: 11 227 espectadores Árbitro(s): Karel van der Meer |